# Zbožíčko
Zbožíčko är en ort i Tjeckien.   Den ligger i regionen Mellersta Böhmen, i den centrala delen av landet, 40 km öster om huvudstaden Prag. Zbožíčko ligger 191 meter över havet och antalet invånare är 180.
Terrängen runt Zbožíčko är platt. Runt Zbožíčko är det ganska tätbefolkat, med 58 invånare per kvadratkilometer. Närmaste större samhälle är Nymburk, 8,5 km sydost om Zbožíčko. Trakten runt Zbožíčko består till största delen av jordbruksmark.